# Aeroflot Flight 593
Aeroflot Flight 593 var flightnumret på den Airbus A310-304 som havererade i Sibirien den 23 mars 1994. Samtliga 75 ombord dödades.
Ljudupptagningen från flygplanets förarkabin visade att kaptenens 15-årige son Eldar Kudrinskij delvis orsakade haveriet genom att omedvetet koppla ur autopiloten under flygningen. Genom att styra emot med rodret i mer än 30 sekunder kopplas autopiloten ur, något som de nyutbildade piloterna ej var medvetna om.

## Flygplanet

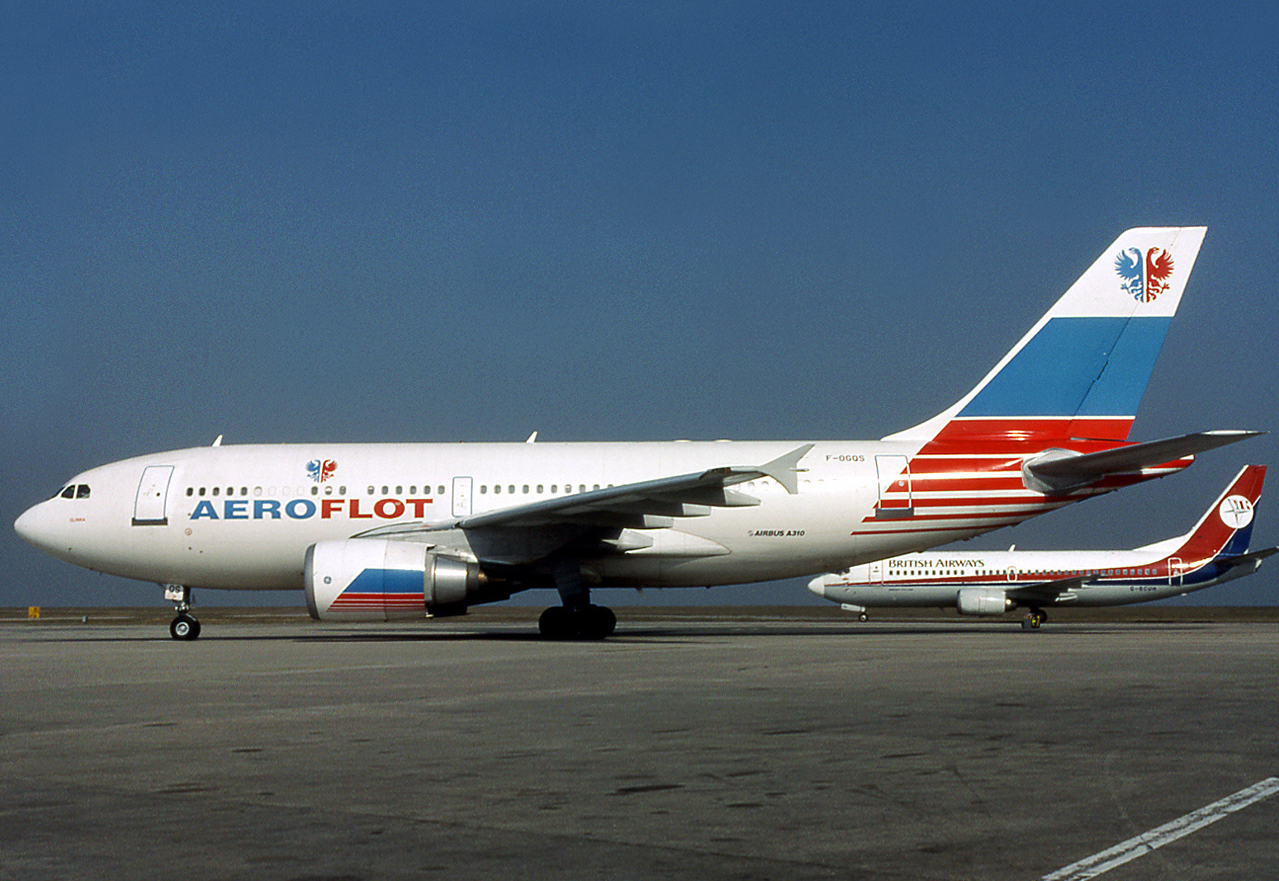
F-OGQS, det förolyckade planet, här på flygplatsen Charles de Gaulle. (1993)

Flygplanet som förolyckades var en leasad Airbus A310-304, registreringsnummer F-OGQS, msn 596, som levererades från fabriken till Aeroflot den 11 december 1992.  Jungfruflygningen skedde den  11 september 1991, och planet var ett av fem som brukades av Russian Airlines, ett dotterbolag till Aeroflot – Russian International Airlines som användes för att trafikera östra Ryssland och sydöstra Asien. I genomsnitt hade de tre besättningsmännen som flög planet ca 900 flygtimmar loggade i den flygplanstypen.

## Olyckan
Andrepiloten Jaroslav Kudrinskij (ryska: Ярослав Кудринский), tog med sina två barn på deras första internationella flygning och de fick vistas i förarkabinen när han var i tjänst. Aeroflot tillät piloternas familjer att åka med till rabatterade priser en gång om året. Med autopiloten igång tillät Kudrinsky, emot reglerna, barnen att sitta vid kontrollerna. Först fick dottern Yana sitta i pilotsätet på vänster sida. Kudrinsky justerade autopiloten för att ge Yana intrycket att hon styrde planet utan att hon faktiskt gjorde det. Efter henne fick sonen Eldar Kudinskij (ryska: Эльдар Кудринский) sitta i pilotens säte. Till skillnad från sin lillasyster drog Eldar tillräckligt hårt i kontrollerna för att motagera autopiloten i 30 sekunder.
Vad ingen i förarkabinen visste var att genom att göra detta kopplade Eldar ur skevrodrets autopilot. Datorn kopplade om skevrodret till manuell kontroll men behöll kontrollen över de andra systemen. Inget varningsljud hördes men en varningslampa tändes. Förmodligen upptäckte piloterna inte detta eftersom de tidigare hade flugit rysk-designade flygplan med ljudvarningar. Den förste som märkte problemet var Eldar som upptäckte att planet lutade åt höger. Kort därefter uppdaterades riktningsindikatorn som visade den nya färdriktningen på planet då det svängde. Eftersom svängen fortsatte visade indikatorn en sväng på 180 grader. Samma mönster används när flygplan står i kö och cirkulerar, där en 180-graders sväng är avsiktlig. Detta förvirrade piloterna under totalt 9 sekunder.
Under förvirringen lutade planet förbi en vinkel på 45 grader (mer än vad det var konstruerat att klara). Detta ökade G-krafterna på piloterna och besättningen och gjorde det omöjligt för dem att återfå kontrollen. Efter att ha lutat så mycket som 90 grader försökte de andra autopilot-systemen att korrigera flyghöjden genom att utsätta planet för en nästan vertikal uppstigning vilket nästan fick planet att stegra. Andrepiloten och Eldar lyckades få planet att dyka, vilket reducerade G-krafterna och lät kaptenen ta kontroll över planet igen. Fastän kaptenen och andrepiloten återfick kontrollen över planet hade det tappat för mycket höjd och det havererade nästan vertikalt med en hastighet som uppskattades vara ca 70 m/s, vilket dödade alla människor ombord. Planet havererade med landstället uppfällt och alla passagerade hade varit förberedda på nödsituationen eftersom alla hade spänt fast sina säkerhetsbälten. Inga nödanrop gjordes innan haveriet. Trots piloternas kamp att rädda flygplanet kom utredningen efteråt fram till att om piloterna hade släppt kontrollerna hade autopiloten automatiskt förhindrat att planet skulle stegra och därmed hade de undvikit haveriet.
Flygplansvraket hittades på en avlägsen bergssluttning ca 20 km öster om Mezjduretjensk i Kemerovo oblast, Ryssland. De svarta lådorna hittades under andra dagens sökande. Anhöriga till de västerländska offren lade blommor på platsen för haveriet medan anhöriga från Kina spred papperslappar med nedskrivna meddelanden på.

## Dramatisering
Den Kanadensiska TV-serien Mayday (Air Emergency, Air Crash Investigation) gjorde ett avsnitt som hette "Kid in the Cockpit" som visades under tredje säsongen av programmet och handlade om den här olyckan.